# Gare d'Iwashimizu-hachimangū
La gare d'Iwashimizu-hachimangū (石清水八幡宮駅, Iwashimizu-hachimangū-eki) est une gare ferroviaire de la ville de Yawata, dans la préfecture de Kyoto au Japon. La gare est gérée par la compagnie Keihan.

## Situation ferroviaire
La gare d'Iwashimizu-hachimangū est située au point kilométrique (PK) 31,8 de la ligne principale Keihan.

## Histoire
La gare est inaugurée le 15 avril 1910 sous le nom de gare de Yawatashi. Elle est renommée gare d'Iwashimizu-hachimangū en 2019 pour marquer sa proximité avec le sanctuaire Iwashimizu Hachiman-gū.

## Service des voyageurs

### Accès et accueil
La gare dispose d'un bâtiment voyageurs, avec guichets, ouvert tous les jours.

### Desserte
- Ligne principale Keihan :
  - voie 2 : direction Sanjō (interconnexion avec la ligne Keihan Ōtō pour Demachiyanagi)
  - voie 3 : direction  Kuzuha, Kyōbashi, Yodoyabashi et Nakanoshima

### Intermodalité
La gare de Cable-hachimangū-guchi du funiculaire Iwashimizu-Hachimangū est située à proximité immédiate de la gare.